# Шрекгорн
Шрекгорн (нім. Schreckhorn) — гора висотою 4 078 м.н.м. в Бернських Альпах, найвища гора, повністю розташована в кантоні Берн. Вона також є найпівнічнішим чотиритисячником Європи.

## Опис
Шрекгорн розташований в 10 км на південний схід від селища Грінделвальд між льодовиками Верхній та Нижній Грінделвальд. Регіон оточений безлюдними льодовиковими долинами Великих Аарських льодовиків та льодовика Фішер. Гора Лаутерааргорн, розташована поруч, має майже ту саму висоту. Найвищий пік Бернських Альп — Фінстерааргорн — розташований в 10 км на південь.

## Геологія
Шрекгорн є частиною гірського масиву Аар (нім. Aarmassiv), геологічного кристаллінового масиву, що виходить на поверхню в східних Бернських, Урнських та Лепонтинських Альпах. Масив належить до гельветичної зони та складається переважно з каміння Європейського континенту, переважно гранітів та гнейсів. Сам Шрекгорн складається з гнейсу.
Тектонічне підняття масиву відбулося досить пізно в альпійській орогенії, протягом олігоцену, 30–40 мільйонів років тому. Нееластична деформація скель призвела до багатьох розривів і формування гідротермальних кристалів з осадів насиченої мінералами води, яка текла всередині.

## Галерея

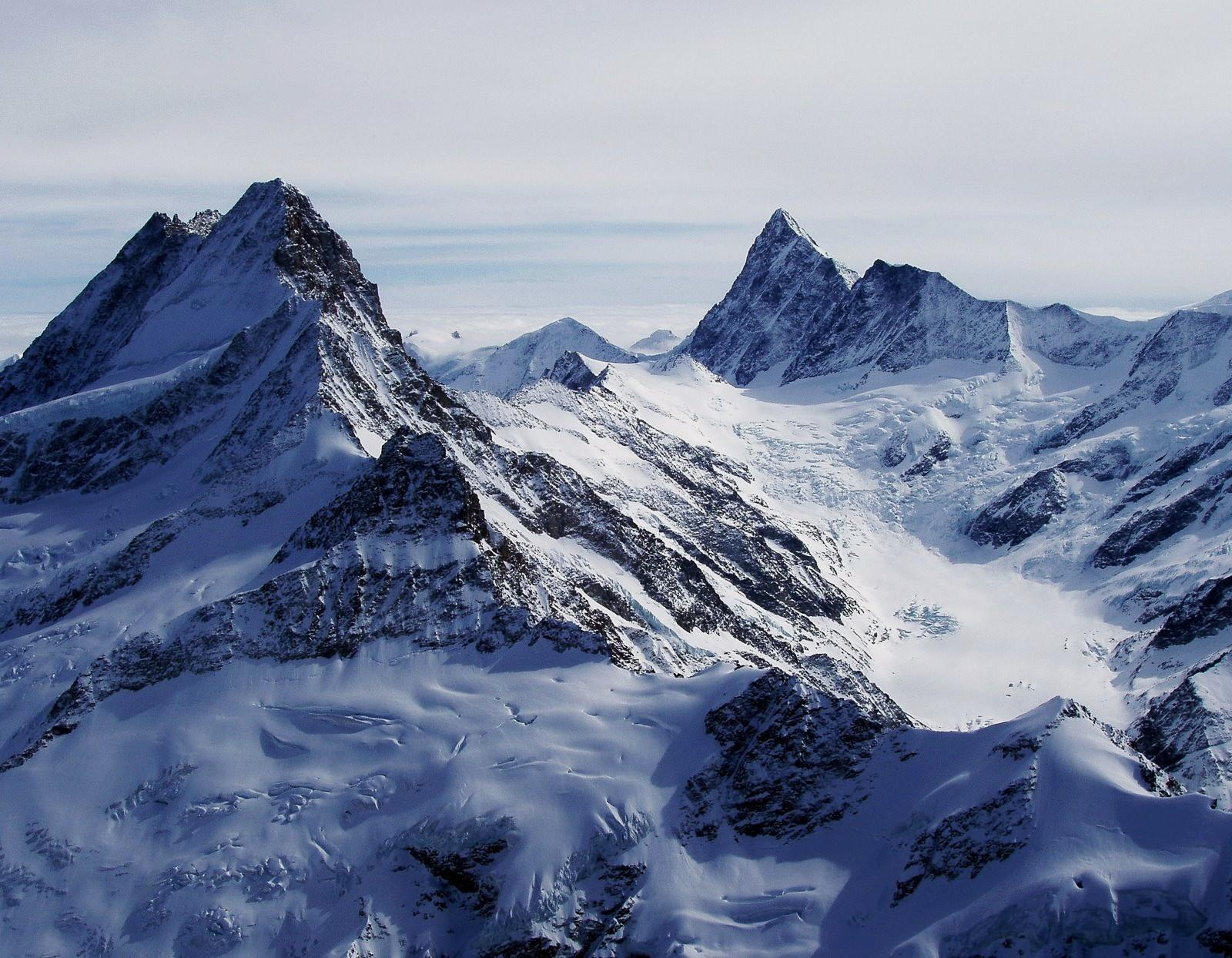
Шрекгорн та Фінстерааргорн (зліва), з льодовиком Нижній Грінделвальд між ними
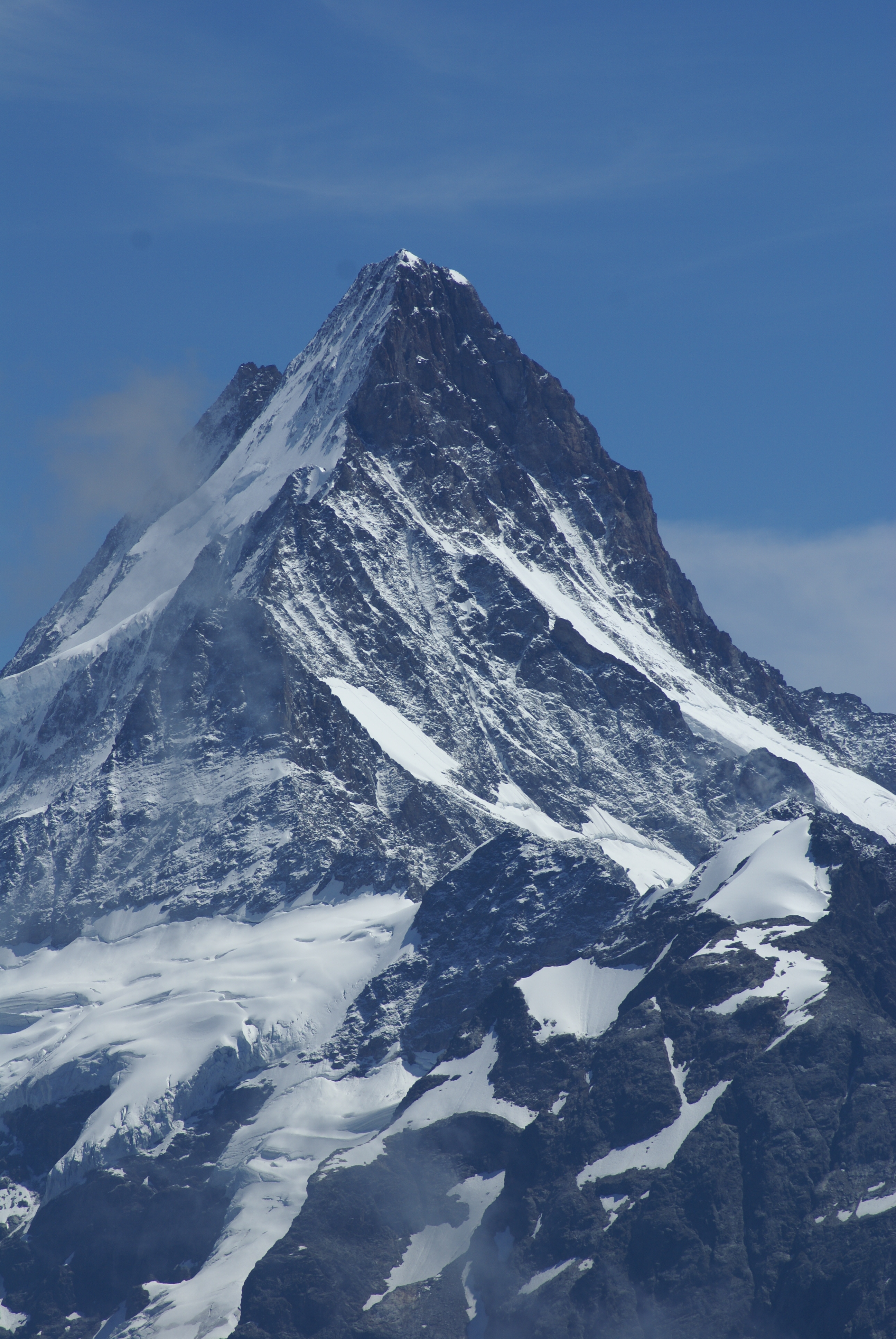
Вид на Шрекгорн з Фаульгорну
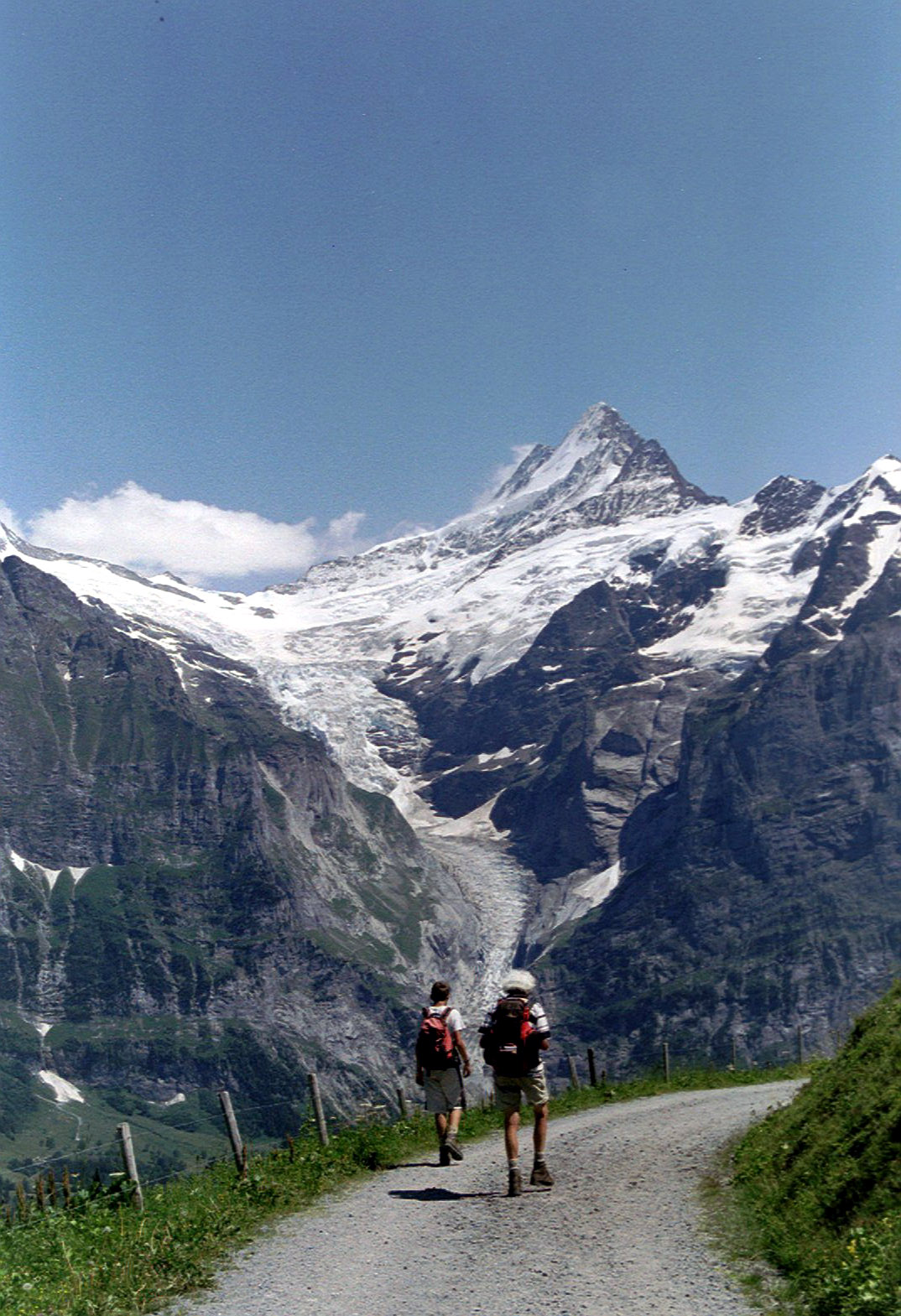
Шрекгорн та льодовий Верхній Грінделвальд
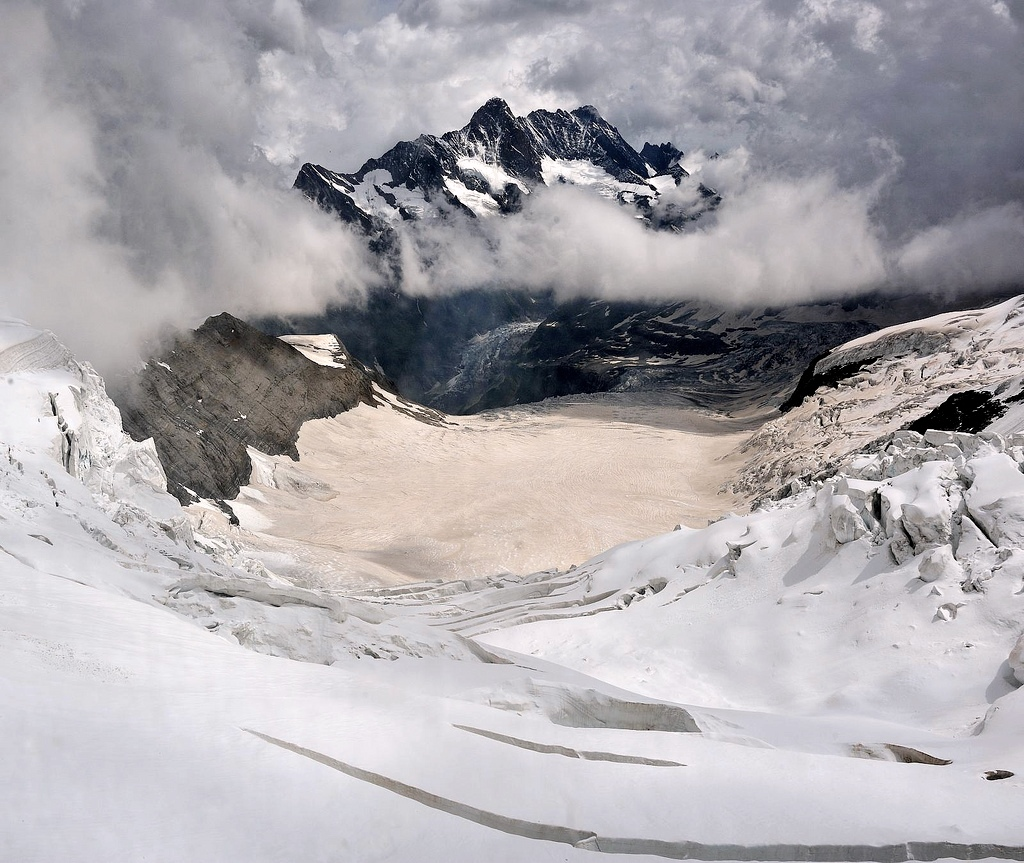
Вид на Шрекгорн зі станції Айсмеер (Льодове море) залізниці Юнгфрау
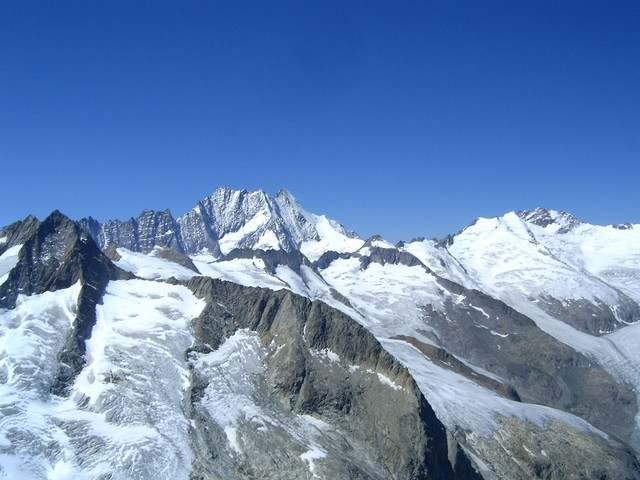
Вид від Діаманштоку на північно-східні схили Лаутерааргорну (зліва в центрі) та Шрекгорн (справа в центрі)

## Альпінізм

### Історія підкорення
Перше сходження на вершину було здійснено 16 серпня 1861 року Леслі Стефеном, Ульріхом Кауфманом, Крістіаном Міхелем та Петером Міхелем. ЇХ шлях на вершину (через верхню частину ущелини Шрек Кулуар до Шрекзаттель і далі по південно-східному гребеню) залишався стандартним маршрутом наступні 50 років, однак зараз використовується рідко.
До першого успішного сходження було декілька спроб підкорити Шрекгорн, найбільш відомі з яких — швейцарським натуралістом Йозефом Гуґі в 1828 році (Гуґізаттель на Шрекгорні названий на честь нього) та експедиція під керівництвом швейцарського геолога П. Ж. Е. Дезора в 1842 році. Дезор пізніше писав: 'Амбіція встановити перший прапор на Шрекгорні, єдиній великій ще не підкореній Бернській вершині, була для нас занадто очевидною, щоб їй оператися'. Однак натомість вони помилково підкорили неголовну вершину вершину Лаутерааргорн.
Перший підйом по південно-західному гребеню (поточний стандартний маршрут) здійснив Джон Вікс, Едвард Бренбі та Клов Вілсон 26 липня 1902 року. Їх проба сходження по дуже крутому гребеню без допомоги місцевих гідів виявилась успішною.
Маршрут по північно-західному гребеню (гребінь Андерсона) був вперше пройдений Джоном Стаффордом Андерсоном та Джорджем Персівалем Бейкером з гідами Ульріхом Алмером та Алоісом Поллінгером 07 серпня 1883 року.

### Маршрути
Вихідний пункт для всіх наведених маршрутів — прихисток Schreckhornhütte (2 529 м.н.м.), який можна досягнути з селища Грінделвальд (1 034 м.н.м.).
Однак сходження також можливе від прихистків Glecksteinhütte (2 317 м.н.м.) та Lauteraarhütte (2 392 м.н.м.).
Північно-східний гребінь
- Важкість: шкала SAC — WS+ (шкала Frz.: PD+)
- Тривалість: 4–5 годин

Південно-західний гребінь (стандартний маршрут)
- Важкість: шкала SAC — ZS+ III (шкала Frz.: AD+; з III ступенем складності скелелазіння за шкалою UIAA)
- Тривалість: 6–7 годин

Північно-західний гребінь (гребінь Андерсона)
- Важкість: шкала SAC — S (шкала Frz.: D)
- Тривалість: 6–8 годин

Південне ребро
- Важкість: шкала SAC — SS, V- (Frz. Skala: TD; з V- ступенем складності скелелазіння за шкалою UIAA)
- Тривалість: 8½–9½ годин